# Spectrine

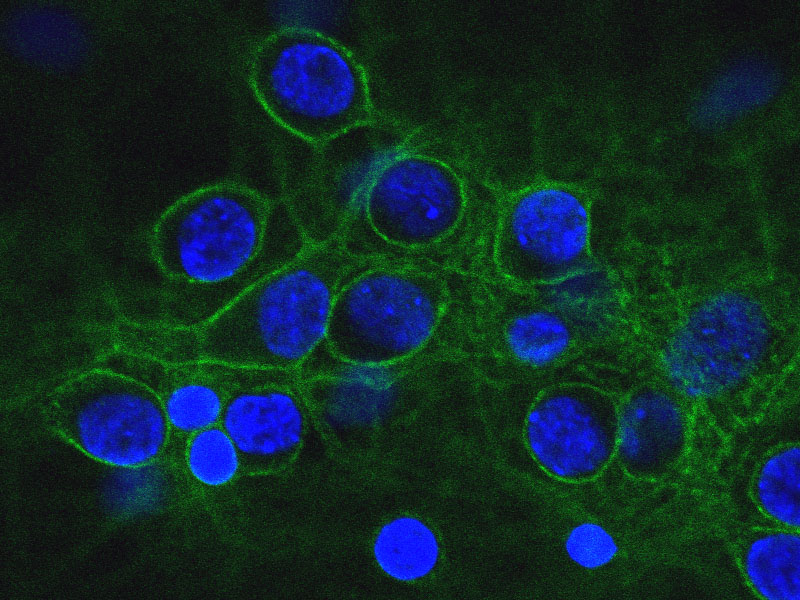
Localisation de la spectrine sous la membrane plasmique neuronale.

La spectrine est un tétramère constitué de deux sous-unités nommées respectivement α et β, qui fixent les filaments d'actine du cytosquelette à la membrane plasmique par des protéines intrinsèques à cette dernière. Elle a un rôle de stabilité mécanique.